# Elliot Lake
Elliot Lake est une petite ville du nord de l'Ontario, au Canada, située sur la rive nord du lac Huron dans le district d'Algoma. Sa population était de 11 549 habitants en 2006. Elle fut jadis surnommée "capitale de l'uranium".

## Administration
Le maire actuel est Rick Hamilton.

## Transport
L'aéroport municipal Elliot Lake Municipal Airport (IATA: YEL, ICAO: CYEL) est situé au sud-est de la ville.

## Démographie
| 2001   | 2006   | 2011   | 2016   |
| ------ | ------ | ------ | ------ |
| 11 956 | 11 549 | 11 348 | 10 741 |

## Éducation
Liste des écoles actuelles de la ville :
- Elliot Lake Secondary School
- Villa Française des Jeunes
- Our Lady of Fatima Catholic School
- Our Lady of Lourdes Catholic School
- École Georges Vanier
- Esten Park Public School
- Central Avenue Public School

## Personnalités liées à Elliot Lake
- Alex Henry joueur de hockey sur glace
- Zack Stortini joueur de hockey sur glace
- Christine Girard haltérophile médaillée d'or aux jeux olympiques de Londres